# Forgès
 Forgès  (en occitano Faurgés) es una comuna y población de Francia, en la región de Lemosín, departamento de Corrèze, en el distrito de Tulle y cantón de Argentat.
Su población en el censo de 2008 era de 315 habitantes.
Está integrada en la Communauté de communes du Pays d'Argentat .

## Demografía
| 403 | 461 | 375 | 356 | 344 | 319 | 315 |
| Para los censos de 1962 a 1999 la población legal corresponde a la población sin duplicidades (Fuente: INSEE [Consultar]) |     |     |     |     |     |     |